# Willy Söderdahl
Anders Willy Söderdahl, (Villy i folkbokföringen) född 13 oktober 1950 i Hässleholm, är en svensk politiker (vänsterpartist). Han var ordinarie riksdagsledamot 1998–2002, invald för Blekinge läns valkrets.
I riksdagen var han ledamot i EU-nämnden 1998–2002. Han var även suppleant i kulturutskottet och miljö- och jordbruksutskottet.
Söderdahl är även lokalpolitiskt aktiv i Sölvesborgs kommun, och har varit politiskt engagerad i över 30 år.